# Edward Dzięgiel
Edward Dzięgiel (ur. 23 lutego 1925 w Dębie, zm. 21 września 2011) – polski działacz ruchu ludowego i polityk, poseł na Sejm PRL VIII i IX kadencji, żołnierz Batalionów Chłopskich, podporucznik, członek prezydium Tymczasowej Rady Krajowej PRON w latach 1982–1983.

## Życiorys
Posiadał wykształcenie podstawowe. Podczas okupacji walczył w Batalionach Chłopskich, gdzie został podporucznikiem. Działał w Związku Młodzieży Wiejskiej RP „Wici” i Stronnictwie Ludowym. Członek Naczelnego Komitetu, wiceprzewodniczący Wojewódzkiego Komitetu i prezes Miejsko-Gminnego Komitetu Zjednoczonego Stronnictwa Ludowego. Był radnym rad narodowych różnych szczebli. Członek Rady Miejsko-Gminnej, Rady Wojewódzkiej i Komitetu Wykonawczego Rady Krajowej Patriotycznego Ruchu Odrodzenia Narodowego. W 1980 uzyskał mandat posła na Sejm PRL VIII kadencji w okręgu Suwałki z ramienia ZSL. Zasiadał w Komisji Spraw Wewnętrznych i Wymiaru Sprawiedliwości, Komisji Rolnictwa i Przemysłu Spożywczego, Komisji Do Spraw Samorządu Pracowniczego Przedsiębiorstw, Komisji Odpowiedzialności Konstytucyjnej oraz w Komisji Nadzwyczajnej do rozpatrzenia projektu ustawy o Trybunale Konstytucyjnym. W 1985 uzyskał reelekcję. Kandydował z ramienia tej samej partii i w tym samym okręgu. Zasiadał w Komisji Regulaminowej i Spraw Poselskich, Komisji Budownictwa, Gospodarki Przestrzennej, Komunalnej i Mieszkaniowej, Komisji Nadzwyczajnej do rozpatrzenia projektu ustawy o zmianach w organizacji naczelnych i centralnych organów administracji państwowej, Komisji Ochrony Środowiska i Zasobów Naturalnych oraz w Komisji Nadzwyczajnej do rozpatrzenia projektów ustaw o stosunku Państwa do Kościoła Katolickiego, o gwarancjach wolności sumienia i wyznania oraz o ubezpieczeniu społecznym duchownych.
Był prezesem zarządu powiatowego koła Batalionów Chłopskich w Węgorzewie.
W 2000 odznaczony Krzyżem Komandorskim z Gwiazdą Orderu Odrodzenia Polski. Wcześniej nadano mu Krzyż Kawalerski i Oficerski tego Orderu, Krzyż Walecznych, Krzyż Partyzancki oraz Złoty Krzyż Zasługi. W 2003 otrzymał medal pamiątkowy BCh.
Był żonaty z Genowefą (1924–2010), pochowany na cmentarzu komunalnym w Węgorzewie.